# Dominykas Galkevičius
Dominykas Galkevičius (* 16. Oktober 1986 in Jonava, Litauische SSR) war ein litauischer Fußballspieler.

## Karriere
Von 2005 bis 2011 spielte Galkevičius in seiner Heimat für Ekranas Panevėžys, mit dem er ab 2008 dreimal in Folge litauischer Meister wurde und 2010 das Double mit dem Pokalsieg holte. Am 4. Februar 2011 wechselte der Mittelfeldspieler zu SSA Zagłębie Lubin nach Polen (für zweieinhalb Jahre). Am 27. März 2012 verließ er in gegenseitigem Einvernehmen den Verein.
2012 unterschrieb er bei FC Šiauliai einen Vertrag für vier Monate. Im Jahr 2016 spielte er bei FK Lietava in seiner Geburtsstadt Jonava. Anfang 2017 schloss er sich Sūduva Marijampolė an, kam dort aber nur auf zwei Einsätze. Mitte 2017 wechselte er zum FC Stumbras.
In der Nationalmannschaft Litauens spielte er 2010/11.

## Leistungen
- Litauischer Meister: 2008, 2009, 2010
- Litauischer Pokalsieger: 2010
- Bester in Litauen spielender Fußballspieler: 2010